# Ai Shishime
Ai Shishime (志々目 愛, Shishime Ai), née le 25 janvier 1994, est une judokate japonaise. En 2017, elle remporte la médaille d'or lors des championnats du monde des moins de 52 kg à Budapest, l'argent lors de l'édition 2018 à Bakou et le bronze lors des mondiaux 2019 de Tokyo. Elle détient également deux médailles d'or aux championnats d'Asie.

## Biographie
Troisième à la fin de 2013 du Grand Slam de Tokyo, elle termine deuxième du Grand Prix de Jeju en novembre 2014 puis de nouveau troisième du Grand Slam de Tokyo. L'année suivante, elle remporte sa première victoire dans un tournoi labellisé Grand Prix au tournoi de Oulan-Bator. En octobre, elle termine troisième du tournoi de Paris, puis, en décembre, elle est battue par Misato Nakamura en finale du Grand Slam de Tokyo.
Au début de 2016, elle remporte le Grand Prix de Düsseldorf, puis, en avril, les championnats d'Asie à Tachkent, où elle remporte également la compétition par équipes, puis remporte le Grand Slam de Tyumen. En fin d'année, elle obtient une nouvelle médaille au tournoi de Tokyo, terminant troisième.
En 2017, elle remporte pour la deuxième fois le Grand Prix de Düsseldorf. Elle remporte ensuite les championnats du Japon à Fukuoka avant de conserver son titre asiatique en s'imposant à Hong Kong. Invaincue face à une non japonaise depuis février 2015, elle remporte lors des championnats du monde à Budapest, la médaille d'or des moins de 52 kg face à sa compatriote Natsumi Tsunoda,.

## Palmarès

### Compétitions internationales
| Année | Compétition                             | Lieu      | Résultat | Catégorie      |
| ----- | --------------------------------------- | --------- | -------- | -------------- |
| 2013  | Championnats d'Asie des moins de 20 ans | Taipei    | 1re      | Moins de 52 kg |
| 2016  | Championnats d'Asie                     | Tachkent  | 1re      | Moins de 52 kg |
| 2017  | Championnats d'Asie                     | Hong Kong | 1re      | Moins de 52 kg |
| 2017  | Championnats du monde                   | Budapest  | 1re      | Moins de 52 kg |
| 2018  | Championnats du monde                   | Bakou     | 2e       | Moins de 52 kg |
| 2019  | Championnats du monde                   | Tokyo     | 3e       | Moins de 52 kg |
| 2021  | Championnats du monde                   | Budapest  | 1re      | Moins de 52 kg |

### Tournois Grand Chelem, Grand Prix et Masters
| Année | Compétition                | Lieu        | Résultat | Catégorie      |
| ----- | -------------------------- | ----------- | -------- | -------------- |
| 2013  | Grand Slam Tokyo           | Tokyo       | 3e       | Moins de 52 kg |
| 2014  | Grand Prix de Jeju         | Jeju        | 2e       | Moins de 52 kg |
| 2014  | Grand Slam Tokyo           | Tokyo       | 3e       | Moins de 52 kg |
| 2015  | Tournoi de Oulan-Bator     | Oulan-Bator | 1re      | Moins de 52 kg |
| 2015  | Tournoi de Paris           | Paris       | 3e       | Moins de 52 kg |
| 2015  | Grand Slam Tokyo           | Tokyo       | 2e       | Moins de 52 kg |
| 2016  | Grand Prix de Düsseldorf   | Düsseldorf  | 1re      | Moins de 52 kg |
| 2016  | Grand Slam de Tyumen       | Tioumen     | 1re      | Moins de 52 kg |
| 2016  | Grand Slam Tokyo           | Tokyo       | 3e       | Moins de 52 kg |
| 2017  | Grand Prix de Düsseldorf   | Düsseldorf  | 3e       | Moins de 52 kg |
| 2017  | Grand Slam Tokyo           | Tokyo       | 3e       | Moins de 52 kg |
| 2018  | Grand Chelem de Düsseldorf | Düsseldorf  | 1re      | Moins de 52 kg |
| 2018  | Tournoi de Zagreb          | Zagreb      | 1re      | Moins de 52 kg |
| 2018  | Grand Slam Osaka           | Osaka       | 3e       | Moins de 52 kg |
| 2019  | Tournoi de Paris           | Paris       | 1re      | Moins de 52 kg |
| 2019  | Grand Slam Bakou           | Bakou       | 2e       | Moins de 52 kg |
| 2019  | Masters mondial            | Qingdao     | 1re      | Moins de 52 kg |
| 2020  | Tournoi de Paris           | Paris       | 3e       | Moins de 52 kg |
| 2021  | Masters mondial            | Doha        | 2e       | Moins de 52 kg |